# 掃弦

扫弦的图片

扫弦是撥弦樂器的演奏技法，透過連續次第撥奏琴弦，以發出連貫的樂音。
- 琵琶的掃弦
以食指從第4弦到第1弦為掃，以拇指從第1弦到第4弦為拂。
- 結他的掃弦
亦稱刷弦或刷扣（sweeping）。
1940年代爵士吉他手Chuck Wayne和Tal Farlow所提出，掠過各琴弦同時另一手按弦以奏出分解和弦的手法亦被稱為掃弦。